# Trafikcentralområde Stockholm
Trafikcentralområde Stockholm är ett geografiskt område där all tågtrafik styrs från Trafikverkets driftledningscentral i Stockholm. Daglig benämning på en driftledningscentral är "fjärren". Totalt arbetar ca 160 personer på driftledningscentralen Stockholm. I driftledningscentralen huserar både lokaltågklarerare som styr inom ställverksområde Cst (uttydes Centralbangården Stockholm) och fjärrtågklarerare som styr ute på linjen d.v.s utanför ställverksområde Cst. Utöver dessa finns även tågledare med ett övergripande ansvar över tågklarerarna. Även trafikinformatörer sitter i driftledningscentralen liksom eldriftledaren som övervakar eltillförseln till järnvägsnätet som inom driftområde Stockholm får sin ström från omformarestationerna i Älvsjö, Häggvik, Ösmo, Järna, Västerås samt Sköldinge.
En vanlig vardag passerar ca 600 tåg genom centrala Stockholm och i hela driftområde Stockholm sker ca 1000 tågrörelser per vardag. Detta innebär att Driftledningsområde Stockholm styr över landets mest omfattande persontrafik. Cirka 60% av landets persontrafik går igenom Stockholm.

## Geografisk omfattning och tillhörande linjer
Driftområde Stockholm sträcker sig från Västerås norra i väster, Avesta Krylbo i nordväst till Katrineholm i sydväst och Nynäshamn i syd. Den gränsar mot Trafikcentralområde Hallsberg, Trafikcentralområde Gävle samt Trafikcentralområde Norrköping. Övervakningsområdet är Sveriges minsta geografiskt sett, men man hanterar fler tåg än någon annan trafikcentral:
- Västra stambanan mellan Katrineholm och Stockholm.
- Ostkustbanan mellan Uppsala och Stockholm inklusive Arlandabanan.
- Mälarbanan mellan Västerås norra och Stockholm.
- Dalabanan mellan Uppsala och Avesta Krylbo.
- Nynäsbanan mellan Älvsjö och Nynäshamn.
- Värtabanan mellan Tomteboda/Karlberg och Värtan.